# Lingua curda
Le lingue curde (Kurdî, کوردی) non costituiscono un'unica entità linguistica standardizzata, si tratta invece di un continuum di varietà linguistiche strettamente legate tra loro, parlate in Asia occidentale. Generalmente la lingua curda viene distinta in tre sottogruppi: la varietà settentrionale (kurmancî), varietà centrale (sorani) varietà meridionale (pehlewani) e Laki, anche se non mancano suddivisioni differenti. Le lingue Zaza-Gorani sono altresì parlate da diversi milioni di curdi, tuttavia non sono linguisticamente appartenenti al continuum curdo.
Al 2022, le varietà settentrionali e centrali insieme sono parlate da quasi 21 milioni di parlanti totali; Ethnologue indica 15,7 milioni per il curdo settentrionale e 5,3 milioni per il curdo centrale.
Da un punto di vista genetico-linguistico, il curdo condivide circa il 70% delle sue parole con Zazaki, il 65% con persiano e baluchi e il 34% con Masenderani.

## Distribuzione geografica
La lingua curda è parlata nella regione geografica del Kurdistan, oggi suddivisa tra Turchia, Iran, Iraq e Siria. A seguito della diaspora curda la lingua curda è attestata in Europa, vari paesi dell'ex Unione Sovietica, Afghanistan, Libano, Stati Uniti d'America.
I curdofoni si attestavano tra i 20 e i 30 milioni di parlanti tra il 2000 e il 2010.

### Lingua ufficiale
In Iraq il curdo è lingua ufficiale accanto alla lingua araba a partire dalla Costituzione del 2005.

## Classificazione
La lingua curda è una lingua indoeuropea appartenente al gruppo delle lingue iraniche nord-occidentali, e facente parte del sottogruppo orientale, accanto al beluci e il gilaki.

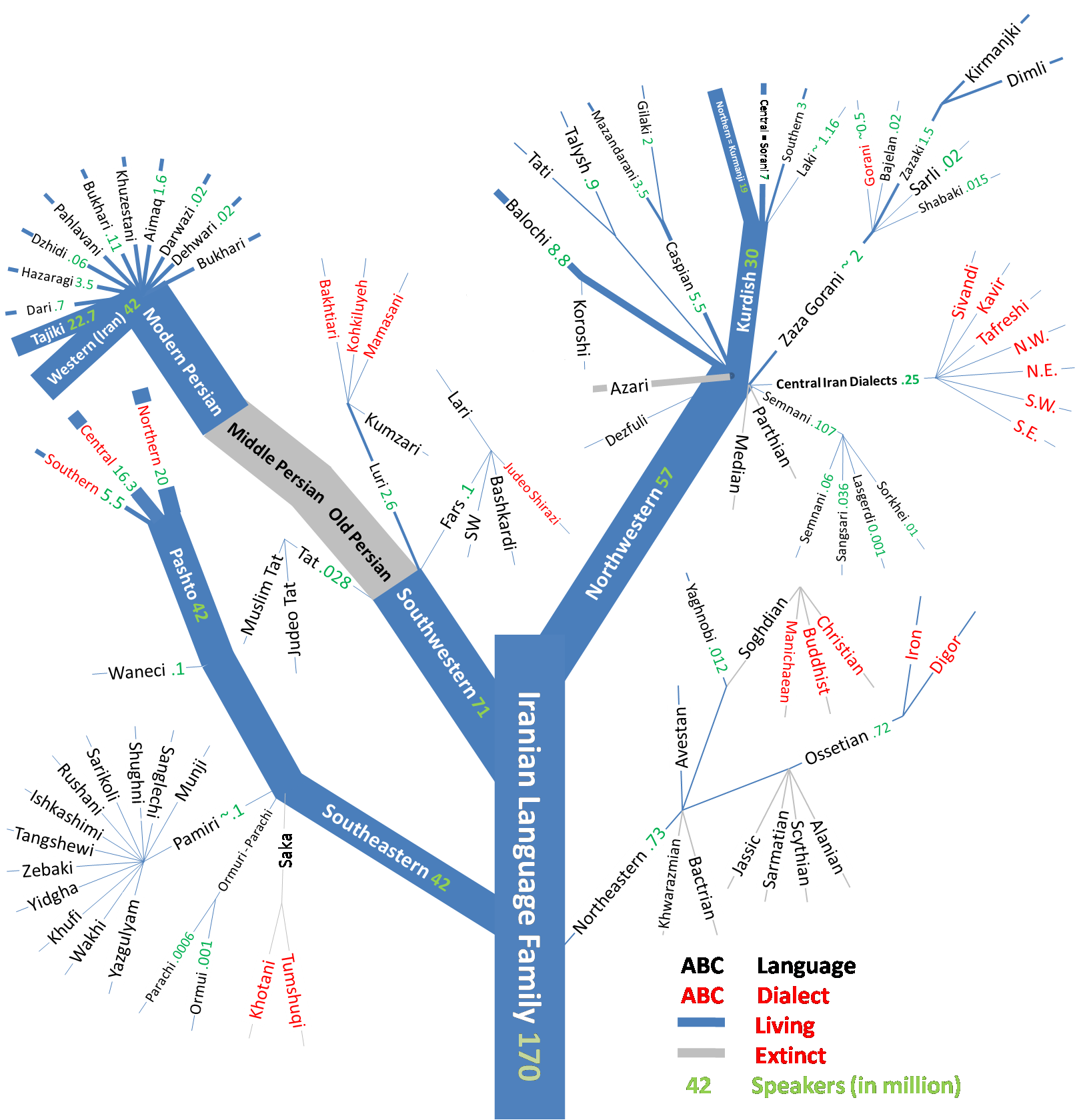
Lingue iraniche

## Varietà

### Principali distinzioni delle varietà curde
La distinzione delle varietà di curdo sono soggette a numerose interpretazioni. Tra le più rilevanti vi è quella precedentemente illustrata, dove le lingue curde vengono divise in quattro gruppi: curdo settentrionale (kurmancî), curdo centrale (sorani), curdo meridionale e
laki. Hassanpour nel 1992 divide le lingue curde in:
- kurmanci
- sorani
- gorani
- zazaki

Mehrdad Izady sempre nel 1992 invece teorizza due macrogruppi:
- Kurmancî, comprendente kurmancî settentrionale, kurmancî meridionale (o sorani)
- Pahlawani, comprendente dimili (o zazaki) e gorani (comprendente laki e hawrami)

Renee Chenault-Fattah, nel 2000, distingue le lingue curde in due gruppi: 
- il gruppo delle lingue curde (curdo settentrionale/kurmancî, centrale/sorani, meridionale)
- il gruppo delle lingue curdo-caspiche (zazaki e gorani).

Ancora diverse sono state poi le analisi successive, che tuttavia a grandi linee possono essere ricondotte a quelle precedentemente indicate, in versione rivista e aggiornata. È del 2014 la suddivisione proposta da Haig e Öpengin:
- curdo settentrionale/kurmancî: diviso in badini, kurmancî
- curdo centrale/sorani: cui dialetti principali sono mukri, hewlêrî (erbil), silêmanî (suleimaniya), germiyanî (kirkuk) e sineyî (sanandaj).
- curdo meridionale: comprendente varietà come kelhuri, feyli, kirmashani e alcuni dialetti laki
- gorani: comprende hawrami o hawramani
- zazaki: comprende i tre dialetti principali, zazaki settentrionale, centrale e meridionale

Distribuzione delle varietà linguistiche curde e delle lingue zazaki e gorani
Kurmancî (curdo settentrionale)
Sorani (curdo centrale)
Pehlewani (curdo meridionale)
Zazaki
Gorani
aree miste

     Kurmancî (curdo settentrionale)
     Sorani (curdo centrale)
     Pehlewani (curdo meridionale)
     Zazaki
     Gorani
     aree miste

## Storia
Ogni tentativo di studiare o descrivere le lingue curde si scontra con il problema della carenza di attestazioni antiche; infatti le prime testimonianze scritte in lingua curda risalgono a non prima del XVI secolo e non sono particolarmente rilevanti per lo studio delle evoluzioni della lingua. Gli studiosi si avvalgono quindi dei dati raccolti da altre varietà iraniche, passate e presenti, vicine al curdo: le relazioni sincroniche del curdo con altre lingue moderne della stessa famiglia possono essere traslate in un modello diacronico. Gli studi di dialettologia iranica precedenti al 1900 tendevano a raggruppare le varietà linguistiche in base alla zona geografica. Tra le lingue iraniche occidentali solamente persiano, curdo e baluchi erano conosciute relativamente bene; le altre lingue iraniche occidentali, molte delle quali parlate nella zona storica dell'antica Media, vennero invece raggruppate sotto il nome di "mediane". Di quest'ultime vennero ritrovati, all'inizio del XX secolo, molti documenti che posero le basi per gli studi successivi. Alcuni di questi documenti (scritti in medio persiano manicheo e partico manicheo) furono di particolare rilievo per lo studio dialettologico delle varietà occidentale. Paul Tedesco nel suo pionieristico lavoro sulle distinzioni dialettali tra medio persiano e partico vide varie connessione tra persiano e curdo e, talvolta, anche baluchi. Tuttavia la sua sottodivisione delle lingue occidentali iraniche è fatta ad hoc e spesso basata su una sola caratteristica condivisa, e soggetta a cambiamenti frequenti.
Un altro passo importante nello studio della lingua curda (e della dialettologia iranica occidentale) fu fatto da MacKenzie nel 1961. Questi nel suo saggio sviluppa un sofisticato modello dialettologico secondo il quale il curdo, condividendo un certo numero di isoglosse, è relativamente vicino al persiano, mettendo quindi in questione la tradizionale visione secondo la quale il curdo sarebbe una lingua nord occidentale e non sud occidentale come il persiano. Sempre nello stesso anni pubblica inoltre una dissertazione sui dialetti curdi, rimasta di riferimento standard. Dopo MacKenzie, nonostante le conoscenze relative alla lingua curda si siano considerevolmente estese, non sono stati fatti grandi progressi per quanto riguarda lo sviluppo di un modello genealogico del curdo. Gernot Windfuhr nel 1975 ha corroborato la stretta relazione tra persiano, curdo e baluchi. Pierre Lecoq nel 1989 ha fornito un'analisi di vari fenomeni fonetici e altre caratteristiche grammaticali, senza però inquadrarle in uno sviluppo genealogico che avrebbe potuto sorpassare le teorie di MacKenzie. Paul nel 1988 ha adottato un nuovo modello, a sostituzione del sottogruppo lingue iraniche nord occidentali vs sud occidentali, dove ogni lingua prende posizione su una scala, poi elaborato nel 2003 da Agnes Korn, che ha distinto il modello scalare in due-tre fasi storiche di scalarità.
Considerando la mancanza di dati storici e la preponderanza di fattori areali, prestiti e sostrati, non è certo se sarà mai possibile scrivere una grammatica storica comprensiva delle lingue iraniche occidentali, prerequisito necessario per un'adeguata descrizione della storia del curdo.

## Sistema di scrittura
Le lingue curde utilizzano a grandi linee gli alfabeti dei Paesi nei quali sono parlate; pertanto in Iraq e Iran viene utilizzato l'alfabeto arabo modificato; in Armenia e in Turchia e Siria dal 1932 viene utilizzato l'alfabeto latino; negli ex paesi dell'URSS viene invece scritto utilizzando il cirillico. Tradizionalmente il kurmancî viene associato all'alfabeto latino e il sorani all'alfabeto arabo. In passato le lingue curde sono state scritte sia con l'alfabeto armeno nell'Armenia sovietica e durante l'Impero Ottomano.
Attualmente è in corso un progetto di unificazione dell'alfabeto della lingua curda, chiamato yekgirtú, e basato su ISO/IEC 8859-1.
Tra l'alfabeto latino del kurmancî e l'alfabeto arabo del sorani non vi è una corrispondenza perfetta, in quanto anche la fonologia delle due lingue non è identica. È infatti possibile parlare di corrispondenza 1:1 (ossia dove ad un carattere ne corrisponde uno) per 24 lettere, di corrispondenza 1:2 (laddove per ogni carattere in un alfabeto ne corrispondono due nell'altro) in 4 casi e di corrispondenza 1:0 (per i caratteri assenti in uno dei due alfabeti) in 5 casi.
I sistemi di scrittura principali delle lingue curde sono i seguenti:
| Yekgirtú | Curdo settentrionale kurmancî con alfabeto latino | Curdo settentrionale kurmancî con alfabeto cirillico | Curdo centrale soraní alfabeto arabo modificato |
| -------- | ------------------------------------------------- | ---------------------------------------------------- | ----------------------------------------------- |
| A a      | A a                                               | A a                                                  | ا                                               |
| B b      | B b                                               | Б б                                                  | ب                                               |
| C c      | Ç ç                                               | Ч ч                                                  | چ                                               |
| D d      | D d                                               | Д д                                                  | د                                               |
| E e      | E e                                               | Ә ә                                                  | ە                                               |
| É é      | Ê ê                                               | E e (Э э)                                            | ێ                                               |
| F f      | F f                                               | Ф ф                                                  | ف                                               |
| G g      | G g                                               | Г г                                                  | گ                                               |
| H h      | H h                                               | h h                                                  | هـ                                              |
| I i      | I i                                               | Ь ь                                                  | ---                                             |
| Í í      | Î î                                               | И и                                                  | ى                                               |
| J j      | C c                                               | Щ щ                                                  | ج                                               |
| Jh jh    | J j                                               | Ж ж                                                  | ژ                                               |
| K k      | K k                                               | К к                                                  | ک                                               |
| L l      | L l                                               | Л л                                                  | ل                                               |
| ll       | ----                                              | Л' л'                                                | ڵ                                               |
| M m      | M m                                               | M м                                                  | م                                               |
| N n      | N n                                               | Н н                                                  | ن                                               |
| O o      | O o                                               | O o                                                  | ۆ                                               |
| P p      | P p                                               | П п                                                  | پ                                               |
| Q q      | Q q                                               | Q q                                                  | ق                                               |
| R r      | R r                                               | Р р                                                  | ر                                               |
| rr       | ---                                               | Р' р'                                                | ـڕ                                              |
| S s      | S s                                               | C c                                                  | س                                               |
| Sh Sh    | Ş ş                                               | Ш ш                                                  | ش                                               |
| T t      | T t                                               | T т                                                  | ت                                               |
| U u      | U u                                               | Ö ö                                                  | و                                               |
| Ú ú      | Û û                                               | У у                                                  | وو                                              |
| Ù ù      | ----                                              | ----                                                 | ----                                            |
| V v      | V v                                               | B в                                                  | ڤ                                               |
| W w      | W w                                               | W w                                                  | و                                               |
| X x      | X x                                               | X x                                                  | خ                                               |
| Y y      | Y y                                               | Й й                                                  | ى                                               |
| Z z      | Z z                                               | З з                                                  | ز                                               |

## Fonologia

### Consonanti
Le consonanti della lingua curda, nelle sue due varianti principali (kurmancî e sorani) sono le seguenti:
|               | Bilabiali | Labiodentali | Dentali Alveolari | Post alveolari | Palatali | Velari | Uvulari | Glottidali |
| ------------- | --------- | ------------ | ----------------- | -------------- | -------- | ------ | ------- | ---------- |
| Occlusive     | p b       |              | t d               |                |          | k g    | q       |            |
| Fricative     |           | f v          | s z               | ʃ ʒ            |          | x γ    |         | h ħ        |
| Affricate     |           |              |                   | t͡ʃ d͡ʒ          |          |        |         |            |
| Nasali        | m         |              | n                 |                |          |        |         |            |
| Approssimanti | w         |              |                   |                | j        |        |         |            |
| Vibranti      |           |              | r ɾ               | r ɾ            |          |        |         |            |
| Laterali      |           |              | l                 | l              | ʎ        |        |         |            |

Altre differenze fonologiche comprendono:
- la distinzione tra /p, t, k - p, t, k/, forse mutuata dalla lingua armena, non è presente nella variante sorani ma solo in quella kurmancî; le enfatiche kurmancî /s, t, z/ (velarizzate), probabilmente prese dalla lingua araba non sono presenti in sorani.
- il fonema /h/, presente in alcuni dialetti del sorani, che non compare in kurmancî e la differenza tra /I/ e /Í/ che non è percepita in kurmancî ma solo in sorani.

### Vocali
Le vocali della lingua curda, nelle sue due varianti principali (kurmancî e sorani) sono le seguenti:
|              | Anteriori | Quasi anteriori | Centrali | Quasi posteriori | Posteriori |
| ------------ | --------- | --------------- | -------- | ---------------- | ---------- |
| Chiuse       | i         |                 | ɨ        |                  | u          |
| Quasi chiuse |           | ɪ               |          | ʊ                |            |
| Semichiuse   | e         |                 |          |                  | o          |
| Medie        |           |                 | ə        |                  |            |
| Semiaperte   | ɛ         |                 |          |                  |            |
| Quasi aperte | æ         |                 |          |                  |            |
| Aperte       |           |                 |          |                  | ɑ          |

## Morfologia
Verranno ora presentati gli aspetti principali della morfologia delle due varietà principali, quella settentrionale e quella centrale che assieme costituiscono le varietà parlate dal 75% dei curdofoni.

### Aspetti principali della grammatica kurmancî

#### Sostantivi
I sostantivi in kurmancî nella loro forma base, priva di suffissi, esprimono concetti generali e assoluti. Presentano inoltre genere, numero e caso. Il kurmancî non conosce articoli, tuttavia presenta una marca dell'indefinito (-ek) utilizzata per indicare indeterminatezza o unità.

##### Genere
In kurmancî esiste il genere, insito nelle parole e non determinato grammaticalmente, tant'è che per capire se una parola è maschile o femminile bisogna conoscerla. In alcuni casi è possibile intuirlo, tenendo presente che i sostantivi indicanti individui maschili sono maschili e quelli indicanti enti femminili sono femminili, mentre per quanto riguarda gli animali, il loro sesso è definito da una particella prefissa. Gli oggetti inanimati invece vanno studiati accanto al genere perché non ci sono regole che permettano di distinguerlo. Ai prestiti stranieri viene assegnato un genere, che può anche differire da quello che la parola in questione aveva nella lingua originaria.

##### Numero e casi
Il kurmancî presenta quattro casi, nominativo, caso obliquo, costruttivo e vocativo. Al caso nominativo non ci sono terminazioni particolari e il singolare coincide col plurale. Al caso obliquo, i nomi femminili prendono la terminazione in –(y)ê, mentre quelli maschili singolari non prendono nessuna terminazione. Al plurale viene suffisso –(y)an per ambedue i generi. Alcune grammatiche identificano invece solo due casi, quello diretto e quello obliquo, interpretando il costruttivo come stato costrutto e non prendendo in considerazione il vocativo. I suffissi del vocativo sono –o per il maschile singolare, -ê per il femminile singolare –ed.

#### Stato Costrutto
Quando un nome è determinato per mezzo di un complemento di specificazione, in kurmancî si usa una particolare costruzione, chiamata stato costrutto. Lo stato costrutto kurmancî prevede due casistiche: quella di sostantivo+sostantivo, indicante una relazione di possesso e quella sostantivo+aggettivo attributivo che invece modifica il nome. Le terminazioni dello stato costrutto sono differenti per i sostantivi definiti/indefiniti, singolari/plurali, maschili/femminili; per ogni combinazione viene utilizzato un suffisso diverso, a eccezione del plurale, comune sia al maschile che al femminile.

#### Aggettivi
L'aggettivo presenta genere e numero solamente quando viene sostantivato. Normalmente segue il nome che va a modificare in un rapporto di ezāfe e nelle frasi nominale si colloca prima della copula. Il comparativo di maggioranza viene creato tramite il suffisso –tir.

#### Pronomi
I pronomi personali si presentano al caso diretto e al caso obliquo. Questi ultimi, quanto determinano un sostantivo, assumono la funzione di pronomi possessivi, posti dopo il sostantivo da determinare e legati ad esso in un rapporto di ezāfe. Il pronome personale xwe in funzione di possessivo sostituisce tutti i pronomi al caso obliquo. Un altro pronome utilizzato per questa funzione è il pronome reciproco (e invariabile) hev, che rappresenta un gruppo di soggetti che fanno un'azione reciproca. Esistono due pronomi dimostrativi, uno di prossimità (ev) e uno di lontananza (ew).

#### Preposizioni e posposizioni
Le preposizioni semplici in kurmancî sono limitate. Le più utilizzate sono bi (compagnia o strumentale), di (locativo), ji (allontanamento), li (direzione). Le posposizioni vengono utilizzate per definire meglio le preposizioni o indipendentemente, e in tal caso reggono il caso obliquo.
Ci sono anche delle preposizioni “assolute”, ovvero composte da preposizione+ pronome personale alla terza persona, ad esempio: bi+wî/wê=pê, con lui/lei.

#### Sistema verbale
In kurmancî ci sono due tipologie di verbi, i verbi semplici e quelli composti, che a loro volta si suddividono in verbi composti con preverbo (preposizione+verbo), locuzioni verbali (sostantivo + verbo), oppure verbo+preposizione assoluta.

### Aspetti principali della grammatica sorani

#### Sostantivi
I sostantivi in sorani nella loro forma base, priva di suffissi, esprimono concetti generali e assoluti. Il sorani non conosce casi, le terminazioni servono a indicare se un nome è definito (suffisso -(y)akà) indefinito (suffisso-(y)èk), singolare o plurale (suffisso -(y)ân).

#### Stato costrutto
Quando un nome è determinato per mezzo di un complemento di specificazione, in sorani si usa una particolare costruzione, chiamata stato costrutto. Lo stato costrutto in sorani contempla tre diverse forme: stato costrutto sostantivo+sostantivo, costruzione stretta sostantivo+aggettivo (ossia quando vi è un aggettivo attributivo e un dimostrativo o un suffisso di definizione) e costruzione aperta (quando il sostantivo è indefinito o alla forma base)

#### Aggettivi
Il comparativo si costruisce suffiggendo -tir e il superlativo -tirîn

#### Pronomi
In sorani i pronomi personali possono essere enclitici oppure indipendenti e non c'è differenza tra il pronome oggetto e soggetto. I pronomi possessivi sono sempre enclitici; talvolta l'idea di possesso viene espressa tramite lo stato costrutto. Al pronome riflessivo xe vengono suffissi i pronomi personali. La particella enclitica -îsh indica "anche, pure".

#### Preposizioni, posposizioni, circumposizioni
Il sorani conosce numerose preposizioni, posposizioni e circumposizioni. In sorani inoltre i pronomi, quando assumono la funzione di complementi di preposizioni, diventano enclitici e vengono preposti o posposti.

#### Sistema verbale
Il verbo essere è una forma enclitica generalmente suffissa. In sorani ci sono tre tipologie di verbi: verbi semplici, verbi complessi e verbi composti. I verbi semplici sono verbi costituiti da una sola parola, i verbi complessi sono invece formati da un prefisso e un verbo semplice oppure da un verbo semplice seguito da un suffisso. I verbi composti sono invece costituiti da due parole. È inoltre fondamentale la distinzione tra verbi transitivi e intransitivi, poiché seguono regole grammaticali differenti.

### Differenze morfologiche principali delle varianti kurmancî e sorani

#### Differenze generali
- il kurmancî mantiene il genere (femminile e maschile) e i casi (assoluto e obliquo) mentre il sorani ha abbandonato la distinzione di genere e i casi, e supplisce a questi ultimi tramite l'utilizzo di suffissi pronominali
- il kurmancî conosce la struttura ergativa nei tempi passati dei verbi transitivi
- in kurmancî la forma passiva e causativa possono essere costruite con hatin (venire) e dan (dare); in sorani la forma passiva e causativa vengono costruite morfologicamente
- presenza, in sorani, del suffisso di definizione

## Sintassi

### Kurmancî
La sintassi kurmancî segue un ordine SOV, ossia soggetto-oggetto-verbo.
Ez miróv dibînim
“Vedo le persone”
Inoltre presenta in alcuni casi strutture ergative, dove il soggetto (agente) è marcato con il caso dell'ergativo, e l'oggetto (paziente) non è marcato e prende l'accordo con il verbo.
Min ew dîṯ
“L’ho visto"

### Sorani
La sintassi sorani segue un ordine SOV, ossia soggetto-oggetto-verbo.
Pyâw-èk ktâw-ak-ân-î křî.
lett. "uomo-INDF libro-INDF-PLU comprò"
"Un uomo comprò dei libri"

## Lessico
La maggior parte del lessico presente nelle lingue curde è di origine iranica nordoccidentale.Sono presenti numerosi prestiti, specialmente dal Persiano, dalle lingue Turciche, e dall'arabo, questi ultimi entrati nella lingua attraverso la religione e i contatti storici con le tribù arabe. Una parte minore del lessico è di origine caucasica e armena.

### Numeri
|    | Kurmancî | Sorani | Curdo Meridionale (Kirmaşanî,Feylî,Lakî) | Goranī |
| -- | -------- | ------ | ---------------------------------------- | ------ |
| 1  | yek      | yek    | yak                                      | Yew,Yo |
| 2  | du, didu | du     | dû,dü                                    | Dū,Dwē |
| 3  | sê, sisê | sê     | sê                                       | Sē     |
| 4  | çar      | chwâr  | çiwār,çār                                | Çiwār  |
| 5  | pênc     | penj   | panc                                     | Panj   |
| 6  | şeş      | shash  | şaş,şîş                                  | Şaş    |
| 7  | heft     | ḥawt   | haft                                     | Haft   |
| 8  | heşt     | hasht  | haşt                                     | Haşt   |
| 9  | neh      | no     | nô                                       | Nô     |
| 10 | deh      | da     | da                                       | Da     |

### Espressioni di uso comune
Alcune espressioni di uso comune nelle principali varietà:
| Traduzione                                 | Kurmancî                   | Soranî                      | Curdo Meridionale (Kirmaşanî,Feylî,Lekî)                   | Goranī                                   |
| ------------------------------------------ | -------------------------- | --------------------------- | ---------------------------------------------------------- | ---------------------------------------- |
| Ciao                                       | Merheba, Silav             | Siław                       | Siłām,Şāga                                                 | Sałām,Dirûd                              |
| Piacere/Piacere di conoscerti              | Bi dîtina ve kêfxweşim     | Xoşhałim be nasînit         | Xwaşhāłim wa-da nāsînit                                    |                                          |
| Buongiorno                                 | Rojbaş                     | Beyanî baş                  | Şawakî xwaş-waxêr,Řûj xwaş- waxêr                          | Řôç waş-Řôç waxeyr                       |
| Buonasera                                  | Êvarbaş                    | Êware baş                   | Êwāra xwaş-waxêr                                           | Wēragā waş-Wēragā waxeyr                 |
| Come ti chiami/Qual è il tuo nome?         | Navê te çi ye?             | Nawit çîe?                  | Nāwit-Nāmit Ças?                                           | Nāmit çēşen?/Nāmit ças?                  |
| Grazie                                     | Spas                       | Supas,Mamnûn                | Sipās,mamnûn                                               | Sipās,mamnûn                             |
| Prego                                      | Rica dikim,spas xweş       | Serçawan                    | Xāhiş kam                                                  | Xāhiş makarû/xāhiş makarim/xāhiş makarûī |
| Come va?                                   | Çawa yî?                   | Çonî?                       | Çünî? Çünî,xāsî? Hāłit çüna? Wazit çüna?                   |                                          |
| Bene                                       | Başim                      | Başim,Çakim                 | Xāsim,xûim                                                 |                                          |
| Arrivederci                                | Bi xatirê te               | Xwatan legeł                | Xwedā Hāf‌iz,dünimat                                        | Xwā Hafēz,Xudāt çanī                     |
| Per favore                                 | Tika dikim                 | Tikaye                      | Lutfan                                                     |                                          |
| Bello! Molto bello!                        | Bedew! Pir xweş!           | Ciwan! Zor Ciwane!          | Řangîn-Řayin-Qaşan! Fira-Firya-Xêlê Řangîna-Řayina-Qaşana! | Zarīf-Tark! Fera Zarīf/fera tark!        |
| Stagioni: Primavera,estate,autunno,inverno | Bihar,havîn,payiz,zivistan | Behar,hawîn,payîz,zistan    | Wahār,tāwisān,pāyîz,zimisān                                | Wahār,tāwisān,pāyīz,zimisān              |
| Punti Cardinali: Nord,Sud,Est,Ovest        | Bakûr,başûr,rohilat,rojava | Bakur,başûr,řojhelat,řojawa | Xwaratāw,nisār,xwarhalāt,xwarāwā                           |                                          |
| Mi piace                                   | Hez Dikim                  | Hez Pêdekem                 | Xwaşim Tîaêd/Xwaşim Dîāy/Dûs Dêrim                         | Waşim māē                                |
| Parola                                     | Bêje,kelîme,peyv           | Wişe,Kelîme                 | Kalame-kalîma,wāja,qasa                                    | Kalīmē,Wāça,Lafz                         |
| Parlare                                    | Axaftin                    | Qise Kirdin                 | Qisya Kirdin                                               | Qisa Karday                              |
| Amico                                      | Heval                      | Hawřê                       | Dûs,Řafîq,Hāwřê,Hāmřê                                      | Dûs,Řafīq,Hāmřā                          |
| Lungo,esteso                               | Dirêj                      | Dirêj                       | Dirîj                                                      | Draç                                     |
| Tempo                                      | Dem,wext                   | Kat,Wext                    | Waqt-Waxt,Zamān                                            | Waqt-Waxt,Zamān                          |
| Aria                                       | Hewa                       | Hewa,Cew                    | Hawā                                                       | Hawā                                     |
| Nuvola                                     | Ewr                        | Hewr                        | Āwr                                                        | Āwr                                      |
| Cielo                                      | Asûman                     | Asiman                      | Ās(i)mān                                                   | Ās(i)mān                                 |
| Pioggia                                    | Baran                      | Baran                       | Wārān                                                      | Wārān,Vārān                              |
| Vento                                      | Ba                         | Ba                          | Wā                                                         | Wā,Wād                                   |
| Acqua                                      | Av                         | Aw                          | Āw                                                         | Āw                                       |
| Occhio-i                                   | Çav                        | Çaw                         | Çœw,Çam                                                    | Çam,çaş                                  |
| Bocca                                      | Dev                        | Dam                         | Dam                                                        |                                          |
| Volta, momento                             | Car                        | Car                         | Cār                                                        | Jār,Daf'a                                |
| Sopracciglio                               | Brû                        | Birô                        | Abrû                                                       | Abrû                                     |
| Lingua, Linguaggio                         | Ziman                      | Ziman,Ziwan                 | Ziwān/Zûwān                                                | Ziwān/Zûwān                              |
| Uomo/Donna                                 | Mêr/Jin                    | Pîaw/Jin                    | Pîāg/Jin-Jan                                               | Pīā-Mard/Jan-Janī                        |
| Padre/Madre                                | Bav/Dayik                  | Bawk/Dayik                  | Bāwg/Dāłig                                                 | Tāta/Eya                                 |
| Fratello/Sorella                           | Brak-Bira/Xwişk            | Bira/Xwişk                  | Birā,Brā,B(i)rādar/Xwêşk                                   | Birā/Wāłē                                |
| Bambino                                    | Zarok                      | Mindał                      | Mināł,Baça, Āyil,Zārû                                      | Zārô,Waçka,Āyēl, Mināł                   |
| Grande                                     | Mezin                      | Gewre                       | Gewrāyî,Kałên,Gap,Qêw                                      | Gewrā                                    |
| Piccolo                                    | Biçûk                      | Biçûk                       | Büçig                                                      |                                          |
| Ragazzo,figlio                             | Xort                       | Kuř                         | Kuř                                                        | Kuř                                      |
| Ragazza,figlia                             | Keç                        | Kiç                         | Düyat,Kejûła                                               | Kenāçē,Kanīşk                            |
| Giovane                                    | Ciwan                      | Ganc                        | Cawān,Cûwān,Ciwān                                          | Jawān,Jûwān                              |
| Vecchio/Anziano                            | Pîr                        | Pîr                         | Pîr,Qadîmî                                                 | Pīr,Qadīmī                               |
| Nuovo,recente                              | Nû                         | Nuê                         | Nû,Tāza                                                    | Nû,Tāza                                  |
| Vecchio,antico                             | Kevnar                     | Kôn                         | Küyana,Qadîmî                                              | Kôna                                     |
| Preposizione ' Da/in '                     | Ji,li                      | Le                          | Je,Ji,Le,Da,Aj                                             | Ja,Až,Ža,Na,Ça                           |
| Notte                                      | Şev                        | Şew                         | Şāw                                                        | Şāw                                      |
| Vita                                       | Jîyan                      | Jyan                        | Ziney,'Ômr                                                 | Žīwā-Žīwāy,Zindey,'Ômr                   |
| Mondo                                      | Dinya                      | Dunya,Cîhan                 | Dunyā,Cahān,'Āłam                                          | Dunyā,Jahān,'Āłam                        |
| Treno                                      | Trên                       | Şemendefer                  | Qatār                                                      | Qatār                                    |
| Macchina,auto,automobile                   | Erebe,Trimbêl              | Ôtômbêl                     | Māşîn                                                      | Māşīn                                    |
| Persona                                    | Şexs                       | Kes                         | Kas,Āyam,Āyamzā,Nafar                                      | Kas,Āyam,Āyamzā,Nafar                    |
| Gente,persone                              | Gel                        | Xełk                        | Mardôm                                                     | Mardum                                   |
| Casa                                       | Mal,Xane,Xanî              | Mał                         | Māł,Xānig                                                  | Ka,yāna                                  |
| Città                                      | Bajar                      | Şar                         | Şār,Şahr                                                   | Şār                                      |
| Albero                                     | Dar                        | Diraxt                      | Dār                                                        | Dār,Draxt                                |
| Stella                                     | Stêrk                      | Estêre                      | Āsāra,Hasāra,Āstāre,Sitāra                                 | Hastāra                                  |
| Luna,mese                                  | Meh,Hêv                    | Mang                        | Māng                                                       | Māng                                     |
| Perchè? (Domanda)                          | Çima?/Çira?                | Bôçî?                       | Ařā ça?/Warça?                                             | Pey Çēş?                                 |
| Perchè... (Risposta)                       | Bo/Ji Ber ku               | Çunke                       | Ařāyaka,Çün                                                | Çun,we xātir                             |
| Si                                         | Erê                        | Bałê                        | Bałê,Arê,Ārê                                               | Bałē,Arē,Ārē                             |
| No                                         | Na                         | Nexêr,Ne                    | Na                                                         | Nā                                       |
| Domanda                                    | Pirs,siwal                 | Pirsyar,Sual                | Suāł                                                       | Parsiş,Suāł                              |
| Risposta                                   | Bersiv,cewab               | Wełam,Cewab                 | Ciwāw/Cûwāw                                                | Jiwāw,Jawāb                              |
| Forse                                      | Belkî                      | Řenge                       | Gāhas,Şāyat,Hādê,Hātê,Hāêtîr                               | Gāhas,Şāyat                              |
| Ora,Adesso                                 | Niha                       | Êsta                        | Îsa,Haêma,Îska,Al'ān                                       | Īsa,Īsā                                  |
| Ieri                                       | Do                         | Duênê                       | Düyaka                                                     | Hēzī                                     |
| Oggi                                       | Îro                        | Emřô                        | Îmřuj                                                      | Arô                                      |
| Domani                                     | Sibê                       | Beyanî                      | Sû                                                         | Siwā                                     |
| Tutto                                      | Gişt,Hemû                  | Gişt,Hemû                   | Gêşt,Kwil-Kul,                                             | Gēşt,Gird,Hama                           |
| Niente                                     | Netişt                     | Hîç                         | Hüç,Hîç                                                    | Hīc,Hüç                                  |
| Sempre                                     | Herdem                     | Hemîşe                      | Hamüşa,Hamîşa                                              | Hamīşa,Hardam,Hamüşa                     |
| Mai                                        | Qet,Qetdem                 | Hergîz,Qet                  | Hargêz,Hüçwaqt                                             | Hargēz,Qat                               |
| Cosa,oggetto                               | Tişt                       | Şit                         | Çêşt                                                       | Çēşt                                     |
| Voce,suono,rumore                          | Deng                       | Deng                        | Dang,Sidā                                                  | Dang,Sedā                                |
| Canzone                                    | Stran                      | Gôranî                      | Gûrānî,Āhang                                               | Āhang                                    |

### Grammatiche kurmancî
- W.M. Thackston, Kurmanji Kurdish - A Reference Grammar with Selected Readings, M. S. Harvard University, 2006.
- J. Blau, V. Barak, Manuel De Kurde, S.l., Harmattan, 1999
- M.S. Derince, E. Opengin, G. Haig, Kurdish: An Elementary Course in Kurmanji, 2008
- U. Demîrhan, Kurmanji Kurdish For The Beginners

### Grammatiche sorani
- Thackston W. M., Sorani Kurdish - A Reference Grammar with Selected Readings. M. S. Harvard University, 2006.
- Kim D. H., A Basic Guide to Kurdish Grammar, 2010  Archiviato il 1º aprile 2016 in Internet Archive.